# Corrente Equatoriale Sud

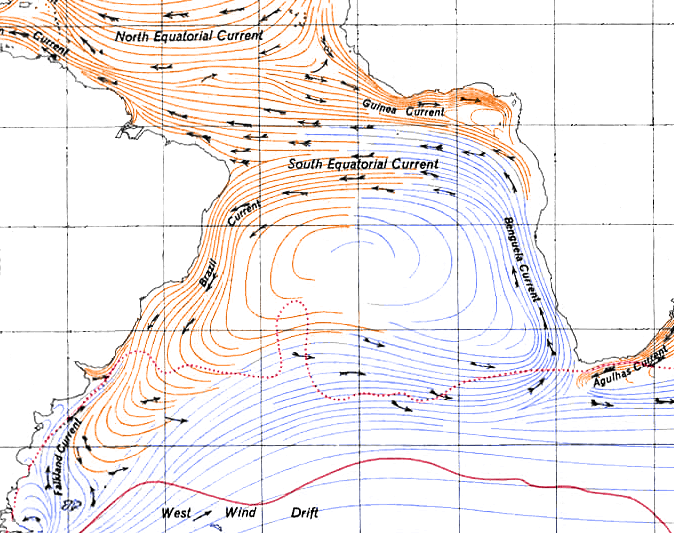
La Corrente Equatoriale Sud nell'Oceano Atlantico

La Corrente Equatoriale Sud è una importante corrente oceanica calda che scorre da est a ovest tra l'equatore e la latitudine 20°S nei bacini dell'Oceano Pacifico, Atlantico e Indiano. Nell'Oceano Atlantico e nel Pacifico può estendersi oltre l'equatore fino a raggiungere i 5°N.

## Caratteristiche
Nell'emisfero australe la Corrente Equatoriale Sud rappresenta il lembo meridionale di un vasto vortice oceanico subtropicale che ruota in senso antiorario; questi vortici sono generati dalla combinazione degli alisei nelle regioni tropicali e dei venti occidentali al di sotto dei 30°S, attraverso un complicato processo che include l'intensificazione dei venti al contorno.
All'equatore la Corrente Equatoriale Sud è generata direttamente dagli alisei che soffiano da est a ovest. Nell'oceano Indiano questa corrente è ben sviluppata solo a sud dell'equatore. All'equatore il monsone inverte la sua direzione due volte all'anno, per cui la corrente superficiale può fluire sia in direzione est che ovest.